# Phocoderma
Phocoderma är ett släkte av fjärilar. Phocoderma ingår i familjen snigelspinnare.
Kladogram enligt Catalogue of Life:
| Phocoderma | \| \| Phocoderma betis \| \| \| \| \| \| Phocoderma rugosa \| \| \| \| \| \| Phocoderma velutina \| \| \| \| |
|            | \| \| Phocoderma betis \| \| \| \| \| \| Phocoderma rugosa \| \| \| \| \| \| Phocoderma velutina \| \| \| \| |
|            | Phocoderma betis                                                                                             |
|            | |
|            | Phocoderma rugosa                                                                                            |
|            | |
|            | Phocoderma velutina                                                                                          |
|            | |